# Соколюк-Орёл, Андрей Леонидович
Андрей Леонидович Соколюк-Орёл (5 августа 1978) — украинский футболист, полузащитник, защитник.

## Игровая карьера
В футбол начинал играть в любительском коллективе «Волынь-Цемент» (Здолбунов). В 2001 году перешёл в тернопольскую «Ниву», с которой 15 апреля того же года в игре против запорожского «Металлурга» дебютировал в высшей лиге. В том сезоне тернопольцы покинули высший дивизион, но до конца турнира Соколюк успел выйти на поле ещё в двух матчах. В следующем сезоне Андрей сыграл за «Ниву» ещё 6 матчей в первой лиге.
С 2002 по 2004 годы играл в командах низших дивизионов ФК «Тернополь», «Система-Борэкс» (Бородянка), МФК «Николаев», «Иква» (Млинов), «Кристалл» (Херсон).
С 2013 года играл в любительской команде «Варваровка» (Николаев).

## Тренерская карьера
В 2009—2010 годах тренировал детей в СДЮШОР «Николаев».